# Edwin Sunkel
Edwin Louis Norbert Sunkel (* 6. Juni 1854 in Fulda; † 2. Januar 1931) war ein preußischer General der Infanterie.

## Leben

### Herkunft
Sunkel war der Sohn eines preußischen Oberstleutnants a. D., zuletzt Kommandeur des I. Bataillons im Landwehr-Regiment Nr. 23, und dessen Ehefrau Sophie, geborene Arnold. Sein älterer Bruder Ferdinand Hermann (* 1852) schlug ebenfalls eine Militärkarriere ein und war während des Ersten Weltkriegs als Oberstleutnant z.D. bei der Bahnhofskommandantur von Brest-Litowsk.

### Militärkarriere
Nach seiner Erziehung im elterlichen Hause besuchte Sunkel die Gymnasien in Hanau, Marburg und Neiße sowie das Kadettenhaus Berlin. Am 28. April 1872 wurde er als charakterisierter Portepeefähnrich dem 4. Oberschlesischen Infanterie-Regiment Nr. 63 der Preußischen Armee überwiesen. Dort erhielt er am 12. Dezember 1872 das Patent zu seinem Dienstgrad und avancierte am 16. Oktober 1873 zum Sekondeleutnant. Als solcher war Sunkel von Anfang Oktober 1877 bis Ende September 1880 sowie von Mitte Februar 1883 bis Mitte November 1887 Adjutant des II. Bataillons. Zwischenzeitlich zum Premierleutnant aufgestiegen, fungierte er anschließend als Regimentsadjutant. Unter gleichzeitiger Beförderung zum Hauptmann wurde Sunkel am 16. April 1889 zum Chef der 5. Kompanie ernannt. Im Sommer 1894 nahm er an der Generalstabsreise beim VI. Armee-Korps teil. Am 18. Juni 1895 folgte seine Kommandierung nach Danzig als Adjutant des Generalkommandos des XVII. Armee-Korps. Unter Belassung in dieser Stellung wurde Sunkel am 30. Mai 1896 als überzähliger Major in das Infanterie-Regiment Nr. 144 versetzt. Am 27. Januar 1898 kehrte er in den Truppendienst zurück und wurde Kommandeur des III. Bataillons im 1. Nassauischen Infanterie-Regiments Nr. 87 in Mainz. Vom 25. Juli 1902 bis zum 14. Juni 1905 war Sunkel als Oberstleutnant im Stab des 4. Thüringischen Infanterie-Regiments Nr. 72 in Torgau tätig. Anschließend dem 3. Lothringischen Infanterie-Regiment Nr. 135 aggregiert und nach Diedenhofen versetzt, beauftragte man Sunkel am 18. August 1905 mit der Führung des Verbandes. Als Oberst war er vom 15. September 1905 bis zum 26. Januar 1910 Regimentskommandeur. Daran schloss sich unter Beförderung zum Generalmajor eine Verwendung als Kommandeur der 30. Infanterie-Brigade in Koblenz an. Unter Verleihung des Charakters als Generalleutnant wurde er am 22. April 1912 zum Inspekteur der Landwehr-Inspektion Essen ernannt. In dieser Eigenschaft erhielt Sunkel aus Anlass des 25-jährigen Regierungsjubiläums von Wilhelm II. den Stern zum Kronenorden II. Klasse.
Mit Ausbruch des Ersten Weltkriegs wurde Sunkel am 2. August 1914 zum Kommandeur der 27. Reserve-Infanterie-Brigade ernannt. Im Verbund der 14. Reserve-Division führte er seine Brigade in das neutrale Belgien und nahm dort zunächst an der Eroberung von Namur teil. Daran schlossen sich Kämpfe in Frankreich um Maubeuge sowie an der Aisne an. Diese zogen sich Ende Oktober 1915 hin. Nach kurzzeitiger Auffrischung lag Sunkels Großverband ab Ende Dezember 1915 im Stellungskrieg vor Verdun. Am 5. Juni 1916 erhielt er das Patent als Generalleutnant und wurde zum Kommandeur der neugebildeten 187. Infanterie-Division ernannt. Mit diesem Großverband lag er zunächst in Stellungskämpfen im Oberelsass und verlegte Ende August 1916 nach der Kriegserklärung Rumäniens auf den dortigen Kriegsschauplatz. Hier war er und die Division hauptsächlich in Siebenbürgen eingesetzt, u. a. in der Schlacht bei Kronstadt vom 6.-8.10. und der Schlacht am Tömöser Pass vom 12.10. – 10.11.1916. Im Februar 1917 wurde seine Division wieder an die Westfront verlegt, nahm hier an den Stellungskämpfen in Lothringen teil und machte die Schlachten an der Aisne sowie in Flandern mit. Ab Dezember 1917 lag die Division dann wieder im Stellungskrieg. Anfang März 1918 wurde Sunkel für seine Leistungen der Stern zum Roter Adlerorden II. Klasse mit Eichenlaub und Schwertern verliehen. Vom 21. März bis 6. April 1918 nahm er an der Frühjahresoffensive teil. Nach Einstellung der deutschen Angriffsbemühungen kämpfte Sunkel zwischen Arras und Albert. Im Mai 1918 wurde er von seinem Posten abgelöst und erhielt als General der Infanterie seinen Abschied.

### Familie
Sunkel war mit Lily von Chaparède verheiratet.